# Žėbiškių ir Lomankos miškai
Žėbiškių ir Lomankos miškai este o arie protejată (sit de importanță comunitară — SCI) din Lituania întinsă pe o suprafață de 986,96 ha, integral pe uscat.

## Localizare
Centrul sitului Žėbiškių ir Lomankos miškai este situat la coordonatele 54°58′29″N 23°43′04″E / 54.9748°N 23.7179°E.

## Înființare
Situl Žėbiškių ir Lomankos miškai a fost declarat sit de importanță comunitară în noiembrie 2022 pentru a proteja un număr necunoscut de specii din flora spontană și fauna sălbatică aflate în arealul zonei.

## Biodiversitate
Situată în ecoregiunea boreală, aria protejată conține 2 habitate naturale: Păduri caducifoliate bătrâne naturale hemiboreale fino-scandinave (Quercus, Tilia, Acer, Fraxinus sau Ulmus) bogate în specii epifite, Păduri caducifoliate de mlaștină fino-scandinave.
La baza desemnării sitului se află un număr nedeclarat de specii protejate.
Pe lângă speciile protejate, pe teritoriul sitului au mai fost identificate 2 specii de păsări.